# Stephen Nehmé
Stephen Nehmé (Lehfed, Jabeil, Líbano, 8 de marzo de 1889 - Monasterio de Kfifan, 30 de agosto de 1938) fue un monje maronita perteneciente a la Orden Libanesa Maronita. Fue beatificado por el papa Benedicto XVI el 27 de junio de 2010.

## Biografía
Stephen Nehmé, (nacido como Joseph Nehmé), fue el más joven de siete hermanos del matrimonio formado por Estephanos Bou Haykal Nehmé y Christina Badawi Hanna Khaled. Fue bautizado el 15 de marzo de 1889 en la iglesia de Nuestra señora de Lehfed. Estudió con los monjes maronitas en la escuela de Nuestra Señora de Gracia en Sakii Rishmaya.
En 1905, Nehmé ingresó al noviciado de la orden de los maronitas en el monasterio de San Cipriano y Santa Justina en Kfifan. Hizo votos monásticos el 23 de agosto de 1907, cambiando su nombre por el de Stephen o Estéfano. Realizó sus votos perpetuos el 13 de abril de 1924. En varios monasterios, realizó labores manuales de agricultura, jardinería, carpintería y construcción. Sus contemporáneos afirman su constante repetición del lema: "Dios puede verme".
Nehmé falleció de una fiebre severa que evolucionó hacia una apoplejía a las 7 de la noche del 30 de agosto de 1938 en el mismo monasterio de Kfifan.

## Veneración
La causa de canonización de Nehmé fue introducida con la declaración de virtudes heroicas por parte del papa Benedicto XVI el 17 de diciembre de 2007. El 27 de marzo de 2010 se decretó que Nehmé había intercedido para la realización de un milagro con la inexplicable curación de la hermana Marina Nehmeh de osteosarcoma. El 8 de junio de 2010, el papa anunció su beatificación la cual se llevó a cabo el 27 de junio de 2010 en Kfifan, presidida por el cardenal Angelo Amato, prefecto para la Congregación de la Causa de los Santos. Con esto, Nehmé se convirtió en el cuarto miembro de la orden libanesa maronita en ser beatificado.